# Chioneosoma parfentjevi
Chioneosoma parfentjevi är en skalbaggsart som beskrevs av Medvedev 1966. Chioneosoma parfentjevi ingår i släktet Chioneosoma och familjen Melolonthidae. Inga underarter finns listade i Catalogue of Life.